# テレビウオッチ
テレビウオッチは、セイコーブランドで発売されたアクティブ・マトリクス液晶パネルを搭載した世界初のテレビ付き腕時計である。1982年6月に開発・発表され、同年12月に108,000円で発売された。生産台数は約13,000個。

## 概要
1973年10月、世界初の6桁液晶ディスプレイの腕時計「セイコークオーツLC V.F.A.06LC」を発表後、セイコーでは液晶を進化させ、動画表示も可能なアクティブ・マトリクス液晶パネルの研究開発を進め、ついに開発に成功した。この実用化商品の第一弾として、テレビウォッチを開発した。
本機は、独自技術のLSI（CMOS）を用いた半導体技術と、TN液晶の技術を組み合わせて駆動・制御回路のすべてがIC化されている。駆動用LSIは、16.8×25.2mmサイズで31,920画素が組み込まれ、1秒当たり60回、画素の明暗制御ができる素子や制御回路が集積されたものである。また、パネルは昼光下でも見やすく、低消費電力ながら高解像度という特長があった。テレビとしても世界最小・最軽量かつ消費電力が最も低かった。当時のテレビの全チャンネルとラジオのFMステレオ放送が視聴可能であった。その他の機能として、時計表示、カレンダー表示、アラーム、ストップウオッチ機能等があった。
1982年の日経年間優秀製品賞を受賞したほか、1984年版ギネスブックに「世界一小さいテレビ」として掲載された。
この液晶技術が翌年の液晶ディスプレイのカラー化（世界初）につながったほか、アクティブマトリクス液晶事業の出発点となった。

## 仕様
- 消費電力：約 520 mW（テレビ視聴）、250mW（音声のみ）
- 電池寿命：単三アルカリ乾電池2本で連続約5時間（テレビ視聴）、連続10時間（音声のみ）
- レシーバ重量：約 140 mg（電池および付属品除く）
- 外形寸法：（幅）74.5 mm ×（長さ）19 mm ×（高さ）125 mm
- 表示体：テレビ部･･･FE型（電界効果型）ゲストホスト液晶、1.2インチ（16.8×25.2mm）

　時計部：FE型ネマチック液晶、4.7×25.00mm